# Asterix (potatis)

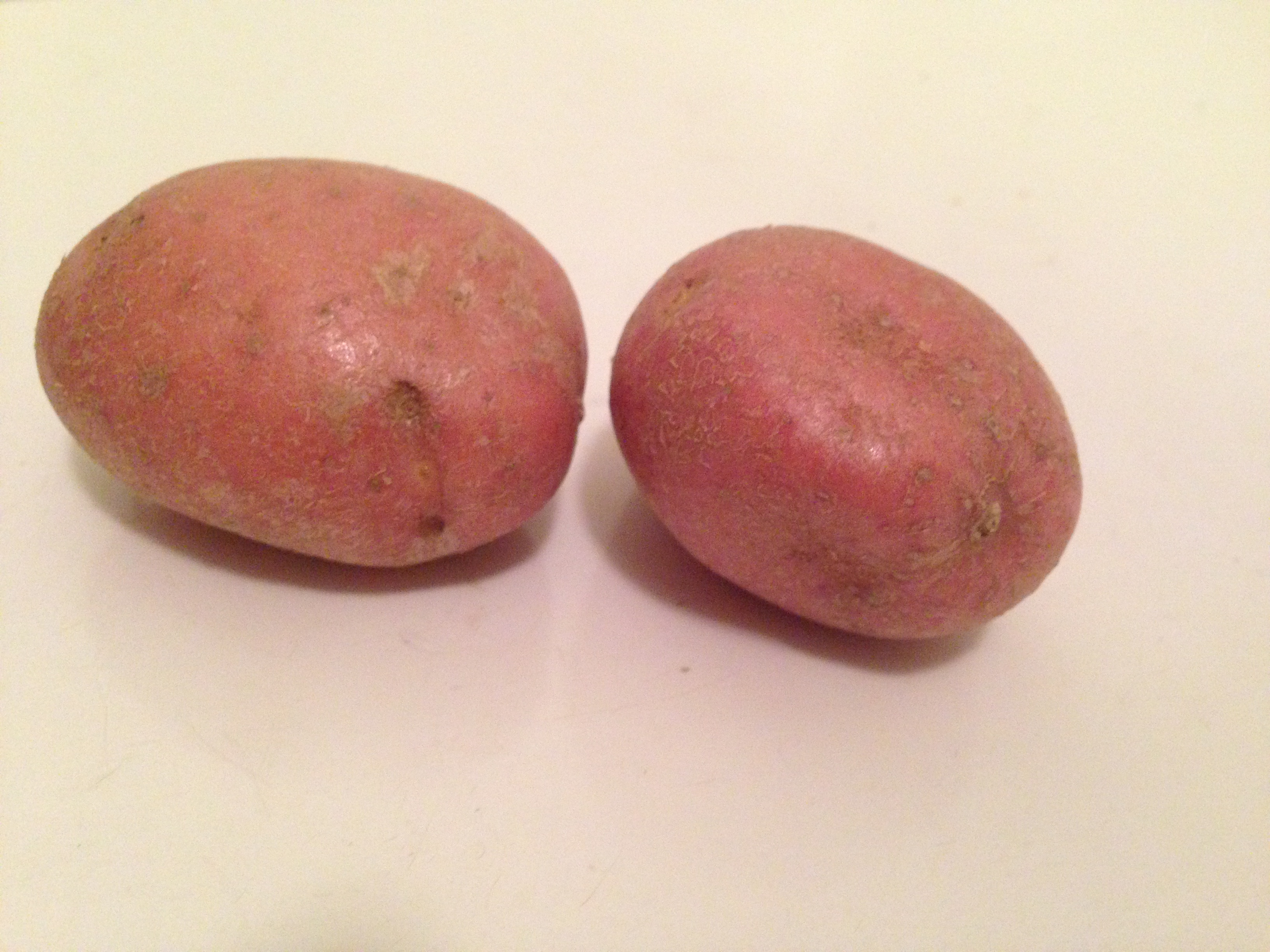
Potatis av sorten Asterix

Asterix är en rödskalig potatissort som togs fram i Nederländerna. Den har rött skal och gult, fast kött och lämpar sig därför väl som klyftpotatis och till råstekning. Då Asterix är motståndskraftig mot potatissjukdomar är den lämpad för ekologisk odling. Sorten är medelsen.
Asterix blommar med rödvioletta blommor.